# Pleurostachys bracteolata
Pleurostachys bracteolata är en halvgräsart som beskrevs av Charles Baron Clarke. Pleurostachys bracteolata ingår i släktet Pleurostachys och familjen halvgräs. Inga underarter finns listade i Catalogue of Life.